# 梶間俊一
梶間 俊一（かじま しゅんいち、1944年1月2日 - ）は、日本の映画監督。茨城県出身。早稲田大学第一文学部卒業。

## 人物
出版社勤務を経て1970年に東映に入社。伊藤俊也・深作欣二・佐藤純彌に師事する傍ら、労働組合活動に従事。1983年に「悪女かまきり」で監督デビュー。
1993年東映を退社。フリーランスになる。
モットーは、「腰は低く押しは強く」。映画のテーマはいつも「愛」である。 映画、テレビ共にコンスタントに撮り続けている。

## 作品歴

### 映画
- ミスターどん兵衛（1980年、脚本）
- 悪女かまきり（1983年）
- ちょうちん（1987年）
- 疵（1988年）
- 螢（1989年）
- 略奪愛（1991年）
- 修羅場の人間学（1993年）
- 集団左遷（1994年）
- 蛍II 赤い傷痕 (1995)
- オサムの朝（1999年）
- プレイガール（2003年）
- 映画を語る 東映大泉篇・II (2003年、出演)
- 渋谷物語（2004年）
- 裁判員〜選ばれ、そして見えてきたもの〜（2007年）裁判員制度広報用映画

### テレビ
- ドラマスペシャル 断絶（テレビ朝日 2009年）
- 新聞記者・鶴巻吾郎シリーズ（テレビ朝日 2006年 - ）
- おかしな刑事シリーズ（テレビ朝日 2003年 - ）
- おかしな二人（テレビ朝日 2002年）
- 旗本退屈男（テレビドラマ 2001年）
- 子連れ狼（2002年）